# Steinplatte
Le Steinplatte ou Kammerköhrplatte est un sommet des Alpes, à 1 869 m d'altitude, dans les Alpes de Chiemgau, en Autriche (limite entre le land du Tyrol et le land de Salzbourg).